# Dymas
Dans la mythologie grecque, Dymas (en grec ancien : Δύμας / Dúmas) est le roi des Doriens. Il épouse la nymphe Eunoé qui enfante de lui fille Hécube, épouse de Priam, le roi de Troie.

## Mythe

### Ascendance
Il est le fils de Aegimius (en), le frère de Pamphylus et le frère adoptif de Hyllos, dont les noms furent attribués à chaque État dorien. 

### Descendance
Dymas épouse la nymphe Eunoé, fille du dieu-fleuve Sangarius. Elle enfantera de lui Hécube.
Il aura, par Hécube, de très nombreux petits-enfants, Hécube épousant le roi Priam de Troie et ayant avec lui une abondante descendance, dont Hector, Pâris et Cassandre. Tous connaitront cependant un destin tragique lors de la guerre de Troie ou à la suite de cette dernière, la lignée d'Hécube s'éteignant totalement avec la mort de Polydore, le plus jeune fils d'Hécube, victime d'un complot alors qu'il est réfugié en Thrace.

## Postérité
L'astéroïde troyen de Jupiter (18278) Dymas est nommé en son honneur.